# 沈不害
沈不害（518年—580年），字孝和，吴兴郡武康县（今浙江省湖州市德清县西）人，南朝梁、南朝陈经学家、散文家。
出身世宦之家，南朝梁邵陵王参軍沈懿（沈攸之子）子，幼年丧父，勤奋好学。十四岁时补国子生，后举明经，担任太学博士。历任廬陵王府刑獄参軍、長沙王府諮議，兼汝南县令。南朝陈天嘉元年（560年），任衡陽王府中記室参軍，兼嘉德殿学士。自梁末战乱以来，国学不存，他上书请建儒宫，陈文帝应允。曾改定乐章，奉诏修定三朝乐章八首，合二十八曲，行于乐府，曾传唱遐迩，盛行一时。天嘉五年（564年）任新淦县令。入朝担任尚书仪曹郎、国子博士，领羽林监，奉诏修治《五礼》，掌策文谥议。陈宣帝太建年間，任仁武南康嗣王府長史，行丹陽郡事。转任員外散騎常侍、光禄卿，出任戎昭将軍、明威武陵王長史、行吴興郡事。入朝担任通直散騎常侍、兼尚書左丞。太建十二年（580年）沈不害卒，享年六十三岁。沈不害擅长诗文，著有《诏五礼仪》一百卷，《文集》十四卷。每次做文章，提笔即成，人称“意圣人”。原有集，已佚。《全上古三代秦汉三国六朝文》存其文一篇。
其子沈志道，字崇基，安東新蔡王記室参軍，陳亡後出仕隋朝。

## 延伸阅读
[在维基数据编辑]
 《陳書·卷33》，出自姚思廉《陳書》